# PONOS RACING
PONOS RACING（ポノス・レーシング）は、ポノス代表の辻子依旦が設立したレーシングチームである。
2025年は、PONOS RACINGのエントラント名で、SUPER GT(GT300)、SROジャパンカップ、鈴鹿1000km、FIA-F4選手権、フォーミュラ・リージョナル・ジャパニーズ・チャンピオンシップに参戦する。

## 略歴

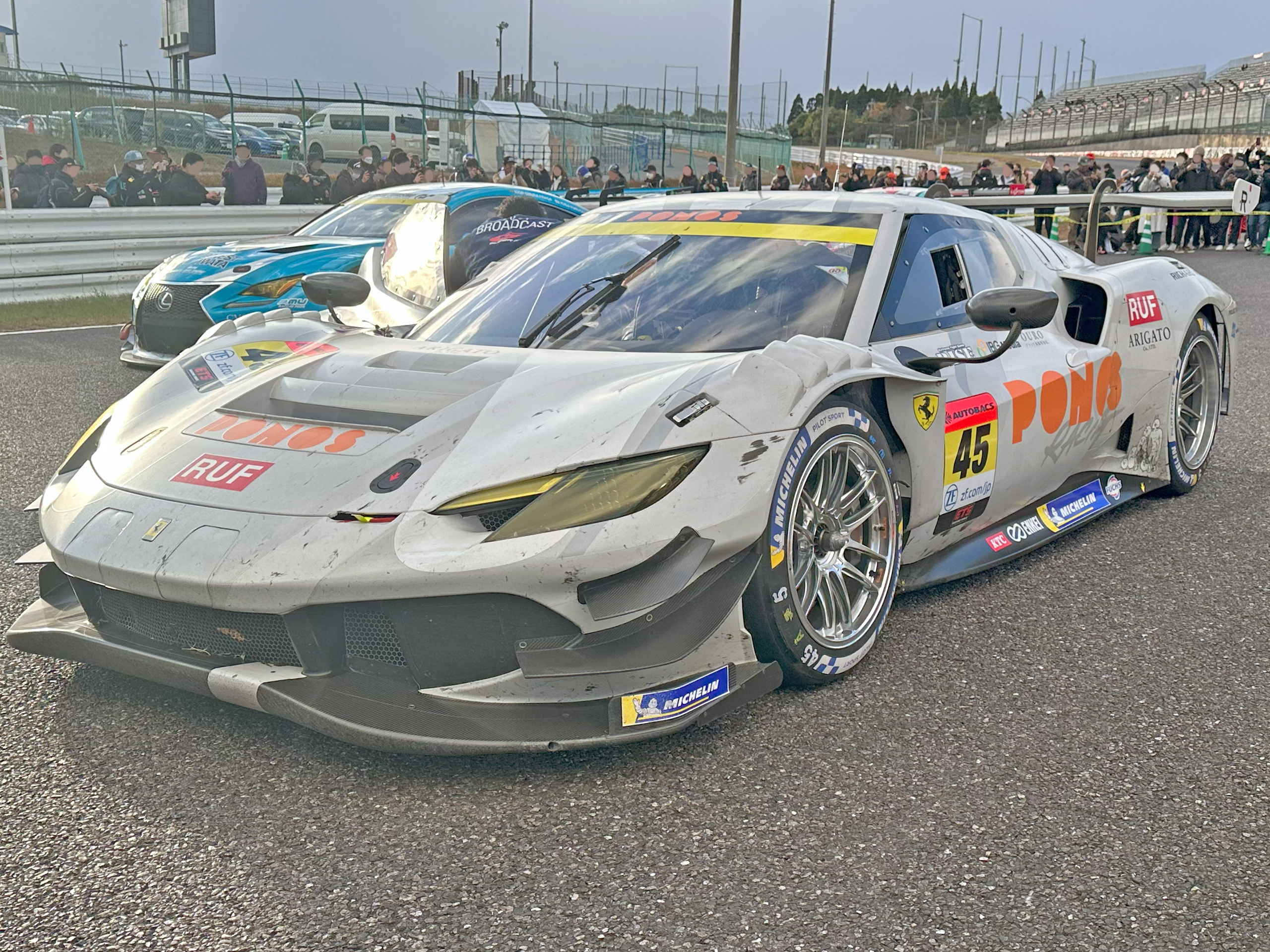
2024年 SUPER GT参戦車両

2023年5月23日、フォーミュラ1に参戦するウィリアムズF1や、トムス、ROOKIE Racing等にスポンサードしてきたポノスは、新たに独自のチームであるPONOS RACING（ポノス・レーシング）を発足させモーターレーシング事業を開始すると発表した。FIA-F4選手権とフォーミュラ・リージョナル・ジャパニーズ・チャンピオンシップ（FRJ）という2つの国内フォーミュラシリーズに挑むことがアナウンスされた。
2023年のル・マン24時間レースではケッセル・レーシングの枠を借り、LM-GTE Amクラスにフェラーリ・488 GTE Evoで参戦、代表である辻子とケイ・コッツォリーノ、横溝直輝の3名で参戦、総合順位38位(クラス9位)の順位を収めた。
2024年からはSUPER GTのGT300クラスにエントラントとして初参戦。フェラーリ・296 GT3を使用し、フェラーリでの参戦豊富なコッツォリーノに加え、女性初のフェラーリファクトリードライバーのリロウ・ワドゥの二人を起用。メンテナンスはGAINERが担当し、タイヤはミシュランを使用する。カーナンバーは「45」で、斜め45度の考え方をするという意味が込められている。
第6戦のSUGOでチーム初の2位表彰台を獲得し、ワドゥはSUPER GT史上初の女性ドライバーの表彰台獲得となった（全日本GT選手権時代を含めると、1995年の開幕戦で2位表彰台を獲得した岡野谷純以来となる）。ドライバーズランキング12位、チームランキング11位となった。
2025年はタイヤをミシュランからダンロップへと変更。ドライバーラインナップは前年同様としていたが、開幕直前の4月8日に双方合意の上でワドゥとの契約解除を発表。後任には篠原拓朗が起用された。
フォーミュラ・リージョナル・ジャパニーズ・チャンピオンシップでは、トムスの協力を得て参戦。SUPER GTでも参戦初年度はGAINERの協力を得て参戦していたが、シーズン中盤より富士スピードウェイの近くにあるCARGUY Racingが使用してきたファクトリーを譲り受け、現在は自社ファクトリーを構えた単独チームとして参戦している。

## 戦績

### SUPER GT
| 年     | 使用車両            | ドライバー                          | クラス | 1      | 2     | 3     | 4      | 5      | 6     | 7      | 8      | 順位  | ポイント |
| ------ | ------------------- | ----------------------------------- | ------ | ------ | ----- | ----- | ------ | ------ | ----- | ------ | ------ | ----- | -------- |
| 2024年 | フェラーリ・296 GT3 | ケイ・コッツォリーノ リロウ・ワドゥ | GT300  | OKA 11 | FSW 9 | SUZ 6 | FSW 11 | SUZ 22 | SUG 2 | AUT 24 | MOT 15 | 11位  | 44       |
| 2025年 | フェラーリ・296 GT3 | ケイ・コッツォリーノ 篠原拓朗       | GT300  | OKA 12 | FSW   | SEP   | FSW    | SUZ    | SUG   | AUT    | MOT    | 12位* | 7*       |

- 太字はポールポジション、斜字はファステストラップ。(key)

### 鈴鹿1000kmレース
| 年     | チーム       | 車両                | タイヤ | クラス | No. | ドライバー                             | 周回数 | 総合順位 | クラス順位 |
| ------ | ------------ | ------------------- | ------ | ------ | --- | -------------------------------------- | ------ | -------- | ---------- |
| 2025年 | PONOS RACING | フェラーリ・296 GT3 | P      | Pro Am | 45  | 辻子依旦 ケイ・コッツォリーノ 山﨑裕介 |        |          |            |